# 2-й меридіан східної довготи
2-й меридіан східної довготи — лінія довготи, що лежить на 2 градуси східніше Гринвіцького меридіана. Вона проходить від Північного полюса через Північний Льодовитий океан, Атлантичний океан, Європу, Африку, Південний океан та Антарктиду до Південного полюса.
2-й меридіан східної довготи формує велике коло разом із 178-мим меридіаном західної довготи.

## Список географічних об'єктів, що перетинає 2° сх. д.
Починаючи на Північному полюсі та рухаючись до Південного полюса, 2-й меридіан східної довготи проходить через:
| Координати                                               | Країна, територія або море | Примітки                                                |
| -------------------------------------------------------- | -------------------------- | ------------------------------------------------------- |
| 90°0′ пн. ш. 2°0′ сх. д. / 90.000° пн. ш. 2.000° сх. д.  | Північний Льодовитий океан |                                                         |
| 81°32′ пн. ш. 2°0′ сх. д. / 81.533° пн. ш. 2.000° сх. д. | Атлантичний океан          |                                                         |
| 61°0′ пн. ш. 2°0′ сх. д. / 61.000° пн. ш. 2.000° сх. д.  | Північне море              | Проходить східніше Лоустофта, Велика Британія           |
| 51°0′ пн. ш. 2°0′ сх. д. / 51.000° пн. ш. 2.000° сх. д.  | Франція                    | Проходить західніше Парижа                              |
| 42°27′ пн. ш. 2°0′ сх. д. / 42.450° пн. ш. 2.000° сх. д. | Іспанія                    | Проходить через ексклав Л'івія — приблизно на 1 км      |
| 42°26′ пн. ш. 2°0′ сх. д. / 42.433° пн. ш. 2.000° сх. д. | Франція                    | Приблизно на 1 км                                       |
| 42°22′ пн. ш. 2°0′ сх. д. / 42.367° пн. ш. 2.000° сх. д. | Іспанія                    | Проходить західніше Барселони                           |
| 41°16′ пн. ш. 2°0′ сх. д. / 41.267° пн. ш. 2.000° сх. д. | Середземне море            |                                                         |
| 36°34′ пн. ш. 2°0′ сх. д. / 36.567° пн. ш. 2.000° сх. д. | Алжир                      |                                                         |
| 20°15′ пн. ш. 2°0′ сх. д. / 20.250° пн. ш. 2.000° сх. д. | Малі                       |                                                         |
| 15°19′ пн. ш. 2°0′ сх. д. / 15.317° пн. ш. 2.000° сх. д. | Нігер                      | Проходить західніше Ніамея                              |
| 12°44′ пн. ш. 2°0′ сх. д. / 12.733° пн. ш. 2.000° сх. д. | Буркіна-Фасо               |                                                         |
| 11°25′ пн. ш. 2°0′ сх. д. / 11.417° пн. ш. 2.000° сх. д. | Бенін                      |                                                         |
| 6°17′ пн. ш. 2°0′ сх. д. / 6.283° пн. ш. 2.000° сх. д.   | Атлантичний океан          |                                                         |
| 60°0′ пд. ш. 2°0′ сх. д. / 60.000° пд. ш. 2.000° сх. д.  | Південний океан            |                                                         |
| 69°57′ пд. ш. 2°0′ сх. д. / 69.950° пд. ш. 2.000° сх. д. | Антарктида                 | Проходить через Землю Королеви Мод (претендує Норвегія) |